# El Comandante
El Comandante est une telenovela américaine produite par Sony Pictures Television. Elle est diffusée sur RCN Televisión en Colombie, sur TNT en Amérique latine et sur Telemundo aux États-Unis. Elle est basée sur la vie de l'ancien président vénézuélien Hugo Chávez, mort en 2013. Un total de 60 épisodes ont été confirmés à ce jour. La star principale est Andrés Parra.
En réponse aux critiques qui reprochaient à la série de donner une vision très exagérément négative et fausse de Chávez, son producteur et scénariste, Moisés Naím, rappelle qu'il ne s'agit que d'une fiction et non d'une biographie.

## Synopsis
El Comandante raconte l'histoire incroyable de Hugo Chávez, un colonel de l'Amérique latine qui a un grand charisme et qui utilise la technologie du 21e siècle ainsi que les tactiques politiques brutales du 19e siècle pour obtenir le pouvoir absolu sur le Venezuela et dans ce processus, il en devient par la même occasion l'une des figures politiques.

## Distribution
- Andrés Parra : Hugo Chávez
- Gabriela Vergara : María Isabel Rodríguez
- Stephanie Cayo : Mónica Zabaleta[2]
- Julián Román :  Carlos Uzcátegui
- Albi De Abreu :  Cristóbal Iturbe[3],[4]
- Jeanette Lehr[5]
- Marianela González : Daniela Vásquez[6]
- Viña Machado : Carmen Rondón
- Paulina Dávila : Isabel Manrique
- César Manzano : Manuel Centeno
- Jimmy Vásquez : Willy Manzanares
- Vicente Peña : Ángel Saavedra
- Francisco Denis
- Natalia Reyes : Carolina Jiménez
- Sheila Monterola : Antonia Manterola
- José Narváez : Iván Fonseca

## Production
La série est produite par Andrea Marulanda et Luis Eduardo Jiménez en tant que producteurs exécutifs. La réalisation de la série démarre à l'été 2016. 
La bande-annonce de la série a été diffusée pour la première fois le 25 octobre 2016, montrant des scènes qui ont marqué la vie du président vénézuélien, telles que les épisodes de son enfance à Sabaneta, État de Barinas, jusqu'à la tentative de coup d'État qu'il a mené en 1992.

### Casting
En mai 2016, Andrés Parra a publié sur son compte Twitter une image promotionnelle de la série avec la phrase « La puissance de la passion et la passion pour le pouvoir ». Pour interpréter Chavez, Andrés Parra a dû pratiquer l'accent vénézuélien et couper ses cheveux pour interpréter la période où Chavez a souffert d'un cancer. Pour interpréter le personnage de María Isabel Rodriguez, plusieurs actrices vénézuéliennes ont fait des essais, telles que Wanda D'Isidoro, Eileen Abad, Gaby Espino et Sonya Smith. C'est finalement Gabriela Vergara qui a été choisie. Plus de 50 % des acteurs sont vénézuéliens.

## Controverse
En mai 2016, Diosdado Cabello était complètement opposé à la production de la série, parce qu'il n'était pas prêt à diffamer l'ancien président du Venezuela, demandant ainsi que les dirigeants de Sony Pictures Television arrêtent le processus de production pour enfin montrer la preuve que la famille Chavez a accepté difficilement une telle série. Plus tard, Sony Pictures Television a précisé qu'Asdrúbal Chávez, frère d'Hugo, autorise la production de la série. L'actrice, Gabriela Vergara a reçu plusieurs commentaires négatifs envers son personnage dans la série, parce que María Isabel Rodríguez est accusée de complicité et de vol pendant le gouvernement de Chávez. En octobre 2016, Cabello averti de prendre une action en justice contre la société de production Sony Pictures Television pour continuer la production de la série. 
Moisés Naím a précisé que la série est une fiction et non une biographie de sorte qu'elle n'a rien à voir avec la réalité du Venezuela.

## Diffusion
La première est diffusée en Colombie le 30 janvier 2017 sur RCN Televisión. La série est aussi diffusée en Amérique latine par TNT depuis le 31 janvier 2017.  Aux États-Unis, les épisodes sont diffusés par le réseau Telemundo.